# 卫星奖
卫星奖（英語：Satellite Award）是国际新闻学院设立的一个年度电影电视奖项，最初名为金卫星奖。2011年，卫星奖的评选分类由22个缩减到19个。

## 歷屆
- 第1届金卫星奖（英语：1st Golden Satellite Awards）（1997）
- 第2届金卫星奖（英语：2nd Golden Satellite Awards）（1998）
- 第3届金卫星奖（英语：3rd Golden Satellite Awards）（1999）
- 第4届金卫星奖（英语：4th Golden Satellite Awards）（2000）
- 第5届金卫星奖（英语：5th Golden Satellite Awards）（2001）
- 第6届金卫星奖（英语：6th Golden Satellite Awards）（2002）
- 第7届金卫星奖（英语：7th Golden Satellite Awards）（2003）
- 第8届金卫星奖（英语：8th Golden Satellite Awards）（2004）
- 第9届金卫星奖（英语：9th Golden Satellite Awards）（2005）
- 第10屆衛星獎（英语：10th Satellite Awards）（2006）
- 第11屆衛星獎（英语：11th Satellite Awards）（2007）
- 第12屆衛星獎（英语：12th Satellite Awards）（2008）
- 第13屆衛星獎（英语：13th Satellite Awards）（2009）
- 第14屆衛星獎（英语：14th Satellite Awards）（2010）
- 第15屆衛星獎（英语：15th Satellite Awards）（2011）
- 第16屆衛星獎（英语：16th Satellite Awards）（2012）
- 第17屆衛星獎（英语：17th Satellite Awards）（2013）
- 第18屆衛星獎（英语：18th Satellite Awards）（2014）
- 第19屆衛星獎（英语：19th Satellite Awards）（2015）
- 第20屆衛星獎（2016）
- 第21屆衛星獎（英语：21st Satellite Awards）（2017）
- 第22屆衛星獎（英语：22nd Satellite Awards）（2018）
- 第23屆衛星獎（英语：23rd Satellite Awards）（2019）
- 第24届卫星奖（2020）
- 第25屆衛星獎（英语：25th Satellite Awards）（2021）
- 第26屆衛星獎（英语：26th Satellite Awards）（2022）
- 第27屆衛星獎（英语：27th Satellite Awards）（2023）
- 第28屆衛星獎（英语：28th Satellite Awards）（2024）

## 类别

### 电影
- 最佳戲劇電影
- 最佳喜劇或音樂劇電影
- 最佳動畫或混合媒體電影
- 最佳男主角
- 最佳女主角
- 最佳男配角
- 最佳女配角
- 最佳艺术指导（和生产设计）
- 最佳阵容（或最佳乐团）（2004年至今）
- 最佳摄影奖
- 最佳服装设计
- 最佳导演
- 最佳纪录片
- 最佳剪辑（或電影剪辑）
- 最佳外语片
- 最佳原创配乐
- 最佳原创歌曲
- 最佳剧本改编
- 最佳剧本
- 最佳音效（1999年至今）
- 最佳视觉效果

### 电视剧
- 最佳男主角——电视剧
- 最佳男主角——音乐、喜剧系列
- 最佳电视电影迷你剧演员
- 最佳女演员——电视剧
- 最佳音乐、喜剧类女主角系列
- 最佳女演员——迷你剧或电视电影
- 最佳阵容（或最佳乐团）（2005年至今）
- 最佳电视系列——戏剧
- 最佳电视系列——音乐、喜剧片
- 最佳电视电影迷你剧（1996到1998年，2011年至今）
- 最佳迷你剧（1999到2010）
- 最佳电视电影（1999到2010）
- 最佳男配角（2001年至今）
- 最佳女配角（2001年至今）